# فيرجينيا بريساك
فيرجينيا بريساك (بالإنجليزية: Virginia Brissac)‏ هي ممثلة أمريكية، ولدت في 11 يونيو 1883 بسان خوسيه في الولايات المتحدة، وتوفيت في 26 يوليو 1979 في الولايات المتحدة.

## أعمال

### أفلام
- (1939) النصر الأسود
- (1941) الكذبة الكبرى
- (1941) قدم واحدة في الجنة[3][4]
- (1945) شجرة تنمو في بروكلين
- (1947) السيد فيردو[5][6]
- (1948) بيت الأفعى

## وصلات خارجية
- فيرجينيا بريساك على موقع IMDb (الإنجليزية)
- فيرجينيا بريساك على موقع ألو سيني (الفرنسية)
- فيرجينيا بريساك على موقع أول موفي (الإنجليزية)
- فيرجينيا بريساك على موقع قاعدة بيانات الأفلام السويدية (السويدية)
- فيرجينيا بريساك على موقع قاعدة بيانات الفيلم (الإنجليزية)
- فيرجينيا بريساك على موقع كينوبويسك (الروسية)